# والتر وايت الأصغر
والتر وايت الأصغر (بالإنجليزية: Walter White Jr.)‏ (المعروف أيضًا باسم فلين) هي شخصية خيالية ظهرت في مسلسل الجريمة الدرامي من إيه إم سي اختلال ضال. جسّد الشخصية آر جي مت، والت الأصغر هو ابن بطل الرواية والتر وايت وزوجته سكايلر. يعاني من شلل دماغي، كما يتجلى في صعوبات النطق وضعف التحكم في الحركة، حيث يستخدم العكازات. أخته الصغرى هي هولي وايت.